# 田口賢司
田口 賢司（たぐち けんじ、1961年1月11日 - ）はテレビ番組プロデューサー、小説家。岐阜県生まれ。

## プロフィール
同志社大学文学部・哲学及倫理学専攻在学中よりコラムやショートストーリーを雑誌に発表し、中森明夫・野々村文宏らとともに「新人類」というくくりで1980年代初頭の注目を浴びる。3人の共著『卒業　Kyon2に向かって』（朝日出版社）は当時話題となった。
1985年に大学を卒業し、テレビマンユニオン第8期メンバーとして、田中康夫を起用したFM番組、浅田彰を起用しての実験的な深夜テレビ番組「ビデオ進化論」などを制作する。
1995年に渡米。1997年に帰国後、スカイエンターテイメント（SKY sports、現ジェイ・スポーツ（J SPORTS））に入社、欧州から南米、Jリーグにいたる各国のサッカー中継、国内外のラグビー中継などの番組をプロデュース。2009年現在、同社企画制作部部長、チーフ・クリエイティヴ・プロデューサー（C.C.P.）。プロデューサーとしてクレジットされている番組は、『Foot!』、『E.N.G. ～English News Gathering～』、『バルサTV』など。
作家としては『ボーイズ・ドント・クライ』（1988年・角川書店）『センチメンタル・エデュケイション』（1989年・角川書店）など浅田彰ほかの激賞を受ける作品を発表、『ラヴリィ』（1994年・新潮社）は文芸評論家・福田和也に「90年代最高の傑作」と評される。2004年発表の「メロウ1983」（単行本化にあたり『メロウ』と改題）は、浅田彰が選考委員を務めた第14回Bunkamuraドゥマゴ文学賞を受賞、また、2004年度下期の芥川賞候補作品ともなった。

## 著書
- 『ボーイズ・ドント・クライ』角川書店　1988 ／角川文庫　1992
- 『センチメンタル・エデュケイション』角川書店 1989 ／角川文庫　1992
- 『ラヴリィ』新潮社　1994
- 『メロウ』新潮社　2004